# NGC 7487
NGC 7487 (również NGC 7210, PGC 70496 lub UGC 12368) – galaktyka eliptyczna (E-S0), znajdująca się w gwiazdozbiorze Pegaza.
Galaktykę odkrył John Herschel 17 listopada 1827 roku. John Dreyer skatalogował jego obserwację w swoim New General Catalogue jako NGC 7210. Jak się jednak później okazało, Herschel błędnie odnotował pozycję galaktyki i aż do 2016 roku obiekt NGC 7210 był uznawany za „zaginiony”. Niezależnie galaktykę odkrył ją Lewis A. Swift 3 sierpnia 1886 roku, a jego obserwacja została skatalogowana przez Dreyera jako NGC 7487.